# Літературознавча методологія
Літературознавча методологія — система методів, які використовуються в науці про літературу — літературознавстві; теоретичне осмислення суті цих методів, їх евристичних можливостей, умов ефективного використання. Літературознавча методологія тісно пов'язана з теорією літератури, історично змінюваним розумінням природи і специфіки художньої літератури.
За Г.-В.-Ф. Гегелем, метод — це теорія, повернута до практики. На основі цієї тези можна твердити, що літературознавчі методи — це теоретико-літературні знання, на які спирається дослідник літератури в процесі її вивчення. Якщо будь-який метод у сфері духовної культури — це аналог попередньо узагальнених і теоретично осмислених явищ, то стає зрозумілим, що літературознавча методологія залежить від адекватного і повного пізнання літературного процесу в усьому його розмаїтті, а тому вона не може бути застиглою, аби за її допомогою вичерпно і задовільно пояснити нові неповторні художні цінності. У зв'язку з цим кожна літературознавча школа, яка опирається на літературу свого часу і відповідні її суті засади, швидко виявляє власну обмеженість (її випереджує художня практика) і дає поштовх народженню нових методологічних підходів.

## Літературознавчі школи
З погляду історичної змінності літературного процесу виділяють такі літературознавчі школи:
- філологічну,
- біографічну,
- історико-порівняльну,
- культурно-історичну,
- психологічну,
- психоаналітичну,
- феноменологічну,
- соціологічну,
- структуральну,
- постструктуралістську
- міфологічну
- формалізм та інші.

Кожна з них свого часу домінувала, вбирала в себе щось від попередньої чи повністю заперечувала її, прагнучи пояснити насамперед сучасні їй нові літературні явища або глибше збагнути специфіку творів попередніх епох чи ті елементи їх структури, які залишалися поза межами ін. шкіл з їх методами (психоаналіз, формалізм, структуралізм).

## Методологічний плюралізм і монізм
Методологічний плюралізм (на противагу марксистському методологічному монізмові) динамізував науку про літературу, стимулював появу нових теоретичних концепцій, які не завжди ставали ефективною методологією. Натомість марксистське літературознавство костеніло у своєму «традиціоналізмі». Складалася затяжна ізоляція, зокрема українського літературознавства, від різноманіття теоретичних шкіл.
І. Фізер з цього приводу в 1990 слушно зауважив:
| Щоб мислити по-сучасному, треба бути знайомим з тими поняттями, категоріями, концептуальними засобами [...], які властиві сучасній науці [...]. Кінець науки починається тоді, коли одну понятійну систему проголошується універсальною в часі і просторі. Тоді вона стає міфом, догмою чи псевдорелігією і як така, у кращому випадку, веде до цензури, а в гіршому — до інквізиції [...] |
Теорія відіграє методологічну роль, коли стає адекватним інструментарієм і наполягає на прямих та опосередкованих кореляціях між концепціями і сприйняттям літератури, вважає свої логічно сформульовані та інтуїтивно осягнуті положення засобами в оцінці, аналізі, осмисленні, декодуванні та систематизації досліджуваних явищ.

## Джерело
- Літературознавчий словник-довідник за редакцією Р. Т. Гром'яка, Ю. І. Коваліва, В. І. Теремка — К.: ВЦ «Академія», 2007